# Карамани (Источни Пиринеји)
Карамани (фр. Caramany) насеље је и општина у јужној Француској у региону Лангдок-Русијон, у департману Источни Пиринеји која припада префектури Перпињан.
По подацима из 2004. године у општини је живело 143 становника, а густина насељености је износила 11 становника/km². Општина се простире на површини од 14,00 km². Налази се на средњој надморској висини од 280 метара (максималној 765 m, а минималној 129 m).

## Демографија
| 1962. | 1968. | 1975. | 1982. | 1990. | 1999. | 2011. |
| ----- | ----- | ----- | ----- | ----- | ----- | ----- |
| 327   | 293   | 241   | 216   | 170   | 165   | 146   |

График промене броја становника у току последњих година